# Barrage de Xiangjiaba
Le barrage de Xiangjiaba (chinois simplifié : 向家坝 ; chinois traditionnel : 向家壩 ; pinyin : xiàngjiābà) est un grand barrage poids sur la rivière Jinsha (nom donné au cours supérieur du fleuve Yangzi Jiang), à la frontière entre les provinces du Yunnan et du Sichuan, au sud-ouest de la Chine. 
Il a été construit de 2006 à 2014 par China Three Gorges Corporation. Environ 60 000 personnes ont dû être déplacées pour sa construction.

## Description
La centrale dispose de huit turbines Francis fabriquées par Alstom Hydro Chine, d'une puissance unitaire de 800 MW, totalisant une puissance installée de 7 798 MW. La centrale de Xiangjiaba est la troisième plus grande centrale hydro-électrique de la Chine après celles du barrage des Trois Gorges et du barrage de Xiluodu. La construction a commencé le 26 novembre 2006, et son premier générateur a été mis en service en octobre 2012. Le dernier générateur a été mis en service le 9 juillet 2014.
La production de la centrale, estimée à 30,7 TWh/an est évacuée par une ligne haute tension à courant continu de ± 800 kV, la ligne Xiangjiaba-Shanghai, qui transporte une grande partie de la puissance produite par la centrale à Shanghai.